# Nawanialnia
Nawanialnia – urządzenie stosowane na stacjach gazowych służące do nawaniania paliwa gazowego (gazu ziemnego) związkiem chemicznym THT (tetrahydrotiofen).
Nawanianie stosowane jest ze względu na bezpieczeństwo użytkowników, gdyż łatwopalny i grożący wybuchem gaz ziemny jest bezwonny. Zgodnie pkt. 4.1.6 Załącznika do Rozporządzenia Ministra Gospodarki z dnia 2 lipca 2010 r. w sprawie szczegółowych warunków funkcjonowania systemu gazowego za wyposażenie sieci dystrybucyjnej gazowej w urządzenia do nawaniania gazu odpowiada przedsiębiorstwo energetyczne zajmujące się dystrybucją paliw gazowych. Przedsiębiorstwo energetyczne zajmujące się dystrybucją paliw gazowych z sieci dystrybucyjnej o ciśnieniu roboczym nie wyższym niż 0,5 MPa ma obowiązek nawaniać paliwo gazowe, którego zapach powinien być wyraźnie wyczuwalny, gdy stężenie gazu ziemnego w powietrzu osiągnie wartość 1,0%.